# برودي برازيل
برودي برازيل (بالإنجليزية: Brodie Brazil)‏ هو صحفي رياضي أمريكي، ولد في 3 أبريل 1981 في Castro Valley, California ‏ في الولايات المتحدة.

## وصلات خارجية
- برودي برازيل على موقع IMDb (الإنجليزية)